# Wim Henneicke

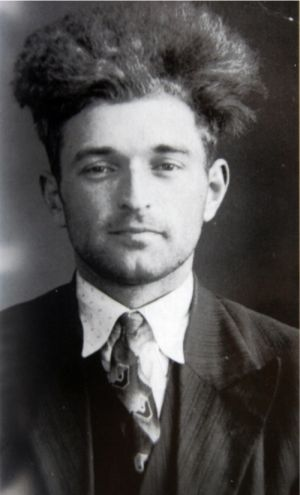
Wim Henneicke

Willem „Wim“ Christiaan Heinrich Henneicke (* 19. März 1909 in Amsterdam; † 8. Dezember 1944 ebenda) war ein niederländischer Kollaborateur in der Zeit des Zweiten Weltkriegs. Er führte die nach ihm benannte Kolonne Henneicke, die Jagd auf Juden machte.

## Biographie
Der Vater von Wim Henneicke war Deutscher. Henneicke wurde in den Niederlanden geboren, wo er auch aufwuchs, blieb aber offiziell sein Leben lang staatenlos. Nach seinem Schulabschluss machte er eine dreijährige Lehre als Autoschlosser und übte danach mehrere Tätigkeiten als Marktverkäufer, Taxichauffeur und Staubsaugervertreter aus. Am 15. Mai 1940, dem Tag, als die Niederlande von der deutschen Wehrmacht besetzt wurden, heiratete er zum dritten Mal.
Im Verlauf des Krieges übernahm Henneicke, der vorbestraft war und Kontakte zur Unterwelt hatte, zunächst Gelegenheitsjobs für den Sicherheitsdienst (SD). So wurde er mit der Beschlagnahme des Eigentums verhafteter Juden betraut. Im April 1942 wurde er Mitglied der Nationaal-Socialistische Beweging. Zwei Monaten später trat er in den Dienst der deutschen „Plünderbank“ Lippmann, Rosenthal & Co. Sarphatistraat, die entzogene jüdische Guthaben „verwahrte“, was faktisch Enteignungen gleichkam.
Gegen Ende 1942 übernahm Wim Henneicke die Leitung einer Unterabteilung der „Hausraterfassungsstelle“, der Kolonne Harmans, deren Mitglieder wegen Erpressung und Unterschlagung entlassen worden waren; sein Vorgesetzter wurde Willem Briedé. Die „Hausraterfassungsstelle“, dem Einsatzstab Reichsleiter Rosenberg unterstellt, beschlagnahmte jüdischen Hausrat, der für die Einrichtung und Instandsetzung von Verwaltungen, Büros und Wohnungen für Angestellte – unter anderem im Rheinland – benötigt wurde. Sie erhielt den neuen Namen Kolonne Henneicke, bestand aus 30 bis 50 Personen und bekam zusätzliche Aufgaben. Im März 1943 teilte ihnen SD-Chef Willy Lages mit, dass ab sofort für jeden ausgelieferten Juden ein Kopfgeld von 7,50 Gulden gezahlt werde, da die Zahl der deportierten Menschen stagnierte. Vom März bis Oktober 1943 stöberte die Kolonne 8000 bis 9000 jüdische Menschen auf, von denen die meisten in Konzentrationslagern ums Leben kamen. Henneicke erwies sich dabei als besonders „effizient“. Am 1. Oktober 1944 wurde die Kolonne aufgelöst, weil sie zum einen ihren Zweck erfüllt hatte – es gab in Amsterdam fast keine Juden mehr und es wurde als „judenrein“ erklärt – und weil zum anderen neue Vorwürfe von Unterschlagung, Bestechung und Übergriffen gegen weibliche Häftlinge im Raum standen. Für die Bank blieb Henneicke weiterhin tätig und übernahm Aufträge des SD.
Nach dem Dolle Dinsdag, dem 5. September 1944, nahm Henneicke Kontakt zu einem Mann auf, dessen Haus er einmal durchsucht hatte und von dem er wusste, dass dieser Kontakt zum Widerstand hatte. Diesem Mann gab er umfangreiche Informationen zur Organisation des SD und verriet seine früheren Mitarbeiter, darunter auch Wilhelm Briéde. Die Widerstandsgruppe Landelijke Organisatie voor Hulp aan Onderduikers (LO) wusste seine Informationen zwar zu schätzen, aber man blieb auch misstrauisch. Van Liempt: „Es sah ganz so aus, als ob Wim Henneicke ein Doppelspiel trieb. Im Hinblick auf die unsichere Zukunft knüpfte er Beziehungen zum Widerstand, von denen er sich nach dem Krieg Nutzen erhoffte. Andererseits konnte er damit den Widerstand unterwandern und – sollten die nördlichen Niederlande nicht befreit werden – dem deutschen Sicherheitsdienst von Nutzen sein.“
Am 8. Dezember 1944 wurde Wim Henneicke in der Nähe seiner Wohnung von einem unbekannten Mann mit fünf Schüssen – zwei in den Kopf, einem durch das rechte, einem durch das linke Bein und einem in den Bauch – getötet. Vermutlich war der Täter Mitglied einer Amsterdamer Gruppe der Landelijke Knokploegen (LKP). In einem Gedenkbuch des Widerstands wurde seine Tötung als „gerechtfertigt und notwendig“ bezeichnet. Nach dem Krieg stellte sich heraus, dass die Witwe von Henneicke monatlich 200 Gulden von der ehemaligen Widerstandsbewegung erhielt, von der er offensichtlich aufgrund seines Verrates an den Deutschen als Widerständler angesehen wurde.